# Gros-de-Vaud
Het district Gros-de-Vaud (Frans: District du Gros-de-Vaud) is een bestuurlijke eenheid in het kanton Vaud waarvan de hoofdplaats Echallens is. Het district is in 2008 gevormd uit de voormalige districten Cossonay (deels), Echallens en Moudon (deels). 
Het district heeft 37 gemeenten en een oppervlakte van 230.78 km² met 40.824 inwoners. 
| Gemeentenaam           | Inwoners (2014) | Oppervlakte (km²) |
| ---------------------- | --------------- | ----------------- |
| Assens                 | 1,024           | 5.35              |
| Bercher                | 1,144           | 4.26              |
| Bettens                | 529             | 3.73              |
| Bioley-Orjulaz         | 458             | 3.12              |
| Bottens                | 1,278           | 6.79              |
| Boulens                | 313             | 3.45              |
| Bournens               | 565             | 3.91              |
| Boussens               | 944             | 3.14              |
| Bretigny-sur-Morrens   | 782             | 2.88              |
| Cugy                   | 2,728           | 2.95              |
| Daillens               | 941             | 5.56              |
| Echallens              | 5,508           | 6.66              |
| Essertines-sur-Yverdon | 909             | 9.78              |
| Etagnières             | 1,106           | 3.80              |
| Fey                    | 625             | 7.35              |
| Froideville            | 2,315           | 7.12              |
| Goumoëns               | 961             | 13.9              |
| Jorat-Menthue          | 1,470           | 17.65             |
| Lussery-Villars        | 406             | 3.65              |
| Mex                    | 662             | 2.83              |
| Montanaire             | 2,430           | 33.48             |
| Montilliez             | 1,631           | 15.1              |
| Morrens                | 1,055           | 3.68              |
| Ogens                  | 261             | 3.41              |
| Oppens                 | 177             | 3.60              |
| Oulens-sous-Echallens  | 532             | 5.88              |
| Pailly                 | 521             | 5.77              |
| Penthalaz              | 3,149           | 3.87              |
| Penthaz                | 1,663           | 3.91              |
| Penthereaz             | 386             | 5.66              |
| Poliez-Pittet          | 805             | 5.0               |
| Rueyres                | 261             | 2.01              |
| Saint-Barthélemy       | 777             | 4.11              |
| Sullens                | 907             | 3.84              |
| Villars-le-Terroir     | 944             | 7.06              |
| Vuarrens               | 930             | 8.99              |
| Vufflens-la-Ville      | 1,228           | 5.29              |

Aigle · Broye-Vully · Gros-de-Vaud · Jura-Nord vaudois · Lausanne · Lavaux-Oron · Morges · Nyon · Ouest lausannois · Riviera-Pays-d'Enhaut

Voormalige districten: Aubonne · Avenches · Cossonay · Echallens · Grandson · La Vallée · Lavaux · Moudon · Orbe · Oron · Payerne · Pays-d'Enhaut · Rolle · Vevey · Yverdon
Assens · Bercher · Bettens · Bottens · Boulens · Bournens · Boussens · Bretigny-sur-Morrens · Cugy · Daillens · Echallens · Essertines-sur-Yverdon · Etagnières · Fey · Froideville · Goumoëns · Jorat-Menthue · Lussery-Villars · Mex · Montanaire · Montilliez · Morrens · Ogens · Oppens · Oulens-sous-Echallens · Pailly · Penthalaz · Penthaz · Penthéréaz · Poliez-Pittet · Rueyres · Saint-Barthélemy · Sullens · Villars-le-Terroir · Vuarrens · Vufflens-la-Ville